# Emery Nimubona
Emery Nimubona (ur. 1 lutego 1992 w Bużumburze) – burundyjski piłkarz grający na pozycji prawego obrońcy. Od 2022 jest piłkarzem klubu Coastal Union FC.

## Kariera klubowa
Swoją karierę Nimubona rozpoczął w klubie Atlético Olympic FC. W sezonie 2008 zadebiutował w jego barwach w burundyjskiej pierwszej lidze. Grał w nim do 2013 roku. W sezonie 2010/2011 wywalczył z nim mistrzostwo Burundi, a w sezonach 2009, 2011/2012 i 2012/2013 - wicemistrzostwo. W 2013 roku występował w kongijskim CSMD Diables Noirs, z którym wywalczył wicemistrzostwo Konga. W sezonie 2014 był zawodnikiem innego kongijskiego klubu, CARA Brazzaville. W sezonie 2014/2015 był piłkarzem Vital’O FC, z którym wywalczył dublet - mistrzostwo i Puchar Burundi. W sezonie 2015/2016 grał w tanzańskim Simba SC, a w sezonie 2016/2016 ponownie w Vital’O FC. W latach 2017–2020 wwystępował Rwandzie - do 2019 w Bugesera FC, a od 2019 do 2020 w Police FC. W sezonie 2020/2021 był graczem Musongati Gitega FC, a w sezonie 2021/2022 - Kayanza United FC. W 2022 przeszedł do tanzańskiego Coastal Union FC.

## Kariera reprezentacyjna
W reprezentacji Burundi Nimubona zadebiutował 4 stycznia 2009 roku w zremisowanym 1:1 meczu CECAFA Cup 2008 z Zambią.